# Radfan
El Radfan són unes muntanyes principalment situades a l'antic emirat de Dhala al Iemen.
Es van fer famoses per les lluites que s'hi van dur a terme el 1964 entre els qutaibi i el britànics. Els qutaibi, la principal tribu de la zona, recaptava uns drets de pas als viatger i peregrins que utilitzaven la carretera entre Aden i Dhala i cap al Iemen. Era una pràctica il·legal però tolerada fins al 1962, quan la Federació d'Aràbia del Sud va formar una unió duanera i les taxes entre els diversos estats van quedar abolides. Això va crear descontentament entre les tribus. Dirigits pel seu xeic Mukbil, que va retornar de l'exili al Iemen, els qutaibi es van revoltar; inicialment, a finals del 1963, foren només atacs contra viatgers, però aviat es va produir un tiroteig contra una caserna de la Guardia Nacional Federal a Thumier, prop de la plaça forta de la tribu, Wadi Misrah. L'emir de Dhala va reclamar actuar contra els rebels i el govern federal va demanar la intervenció de la RAF, però el govern britànic ho va considerar desproporcionat. El comandant britànic per l'Orient Mitjà, Sir Charles Harrington, va suggerir una operació dura però limitada, portada a terme per l'Exèrcit Regular Federal (FRA) i l'Alt Comissionat d'Aden Trevaskis i va donar llum verda, tot i que alguns ministres federals s'hi oposaven per no iniciar una guerra prop d'Aden.
L'operació es va dir Nuteracker; les forces implicades van arribar al Radfan, van remuntar el Wadi Rabwa i van imposar l'expulsió de dotze tribals que havien retornat del Iemen darrerament. El març de 1964 les tropers es van retirar i llavors els qutaibi, que havien rebut armes d'Egipte, i entre els que s'havien barrejat elements del Front Nacional d'Alliberament, van tornar a la lluita. L'Exèrcit federal no podia fer front a una lluita feta amb bons mitjans militars i l'abril va intervenir l'exèrcit britànic amb el general Cubbon com a comandant en cap i el brigadier Louis Hargroves com a comandant sobre el terreny (14 d'abril). Es va haver d'organitzar un quarter de campanya per no deixar les responsabilitat a la mateixa Aden; el quarter es va fixar a Thumier (17 d'abril) i es va organitzar l'anomenada Radforce, és a dir el contingent que actuaria al Radfan amb el suport de la RAF des de la seva base de Khormaksar. Mc Williams, cap de l'Exèrcit Federal nomenat recentment, va cooperar amb Hargroves i el tinent Roy Watson va aportar els seus coneixements, ja que era a la zona des del gener. El calor extrem i la manca d'aigua foren els pitjors enemics.
Com a línia de l'ofensiva es va escollir el Wadi Boran en comptes del Wadi Rabwa utilitzat anteriorment i ara més vigilat pels tribals. Aquest rierols només es podia creuar per homes a peu i sense protecció, i conduïa a la conca del Dabana que al seu torn portava al Wadi Teym. Dominant l'altura de Dabana es dominava tota la zona. El 30 d'abril van sortir els marines que havien de tenir ocupat l'entrada al Dabana l'1 de maig, mentre paracaigudistes serien llançats al turó l'1 de maig i prèviament (29 d'abril) una patrulla de la SAS fou desembarcada en helicòpter per obrir camí; pero localitzada la patrulla per un pastor foren atacats pels tribals i només es van salvar pel suport de l'aviació; la conquesta del turó va fracassar. mentre un atac de diversió al Wadi Rabwa havia desorientat als tribals i les forces que havien de ser llançades en paracaigudes foren enviades a Thumier en camions des d'Aden. Finalment es va produir l'atac cap al turó estratègic (Cap Badge) que després d'unes hores de lluita va poder ser ocupat. El 5 de maig els britànics van baixar cap al Wadi Teym.
El 3 de maig el general Cubbon va declarar que els caps dels dos SAS morts havien estat penjats de postes al Iemen. Com que això era dubtós, es va produir un gran escàndol i se li va cridar l'atenció. L'11 de maig Hargroves va cedir el seu lloc al brigadier "Monkey" Blacker. El 13 de maig els cossos dels dos militars morts, sense caps, foren localitzats i es va saber que havia estat Radio Iemen la primera que havia anunciat la decapitació, i això va rehabilitar a Cubbon.
Blacker va reorganitzar les forces i el 18 de maig va iniciar l'atac a Bakri Ridge i els britànics van assolir els objectius; l'atac a Wadi Misrah en canvi va fracassar, pero el 29 de maig Blacker es va fer fort al centre del Radfan, i ja només restava el Wadi Misrah. El primer pas fou l'atac a Djebel Huriyah a la base del qual corria el Wadi Misrah durant uns 16 km. Un fort combat va tenir lloc el 7 de juny, i el 10 de juny Djebel Huriyah fou ocupat. Això va marcar el fi de les grans operacions militars. El 14 de juny el brigadier C. Blair va substituir a Blacker.
Blair va consolidar el control de la zona, i com que la situació empitjorava a Aden, es van començar a retirar tropes i el 24 d'agost ja s'havien retirat la major part. Encara que les lluites a la zona van seguir, ja foren només accions armades puntuals.